# Быки (Островский район)
Быки — деревня в Шиковской волости Островского района Псковской области.
Расположена в 59 км к востоку от города Острова и в 12 км к северо-востоку от волостного центра, деревни Шики.
Постоянное население по состоянию на 2000 год в деревне отсутствовало.